# Мурдханья тхуттха

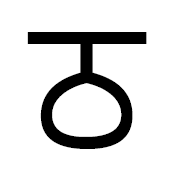
Мурдханья тхуттха

Тхутхтха (хинди ठुठ्ठा), тхаттха (в.-пандж. ਠੱਠਾ), тхэ (шахмукхи ٹھے) — семнадцатая буква алфавита гурмукхи, обозначает придыхательный глухой ретрофлексный взрывной согласный /ʈh/.

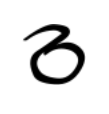
Тхуттха рукописная
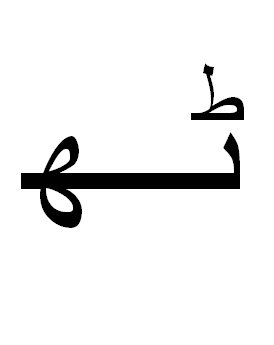
Тхэ (шахмукхи)